# Uniwersytet Hamburski
Uniwersytet Hamburski (niem. Universität Hamburg) – niemiecki uniwersytet publiczny z siedzibą w Hamburgu.

## Historia
Uczelnia została otwarta 10 maja 1919 roku. Jej utworzenie nie jest udokumentowane w suwerennym akcie fundacji, ale w „Dzienniku Ustaw” Wolnego i Hanzeatyckiego Miasta Hamburg z dnia 1 kwietnia 1919 roku.
Na uniwersytecie kształci się obecnie 40 tys. studentów, a zatrudnionych jest 850 pracowników naukowych. W 1919 roku, roku założenia uniwersytetu, liczba studentów wynosiła 1729.
Na uniwersytecie wykładane są: prawo, ekonomia, medycyna, psychologia, nauki humanistyczne, matematyka, informatyka.

## Linki zewnętrzne

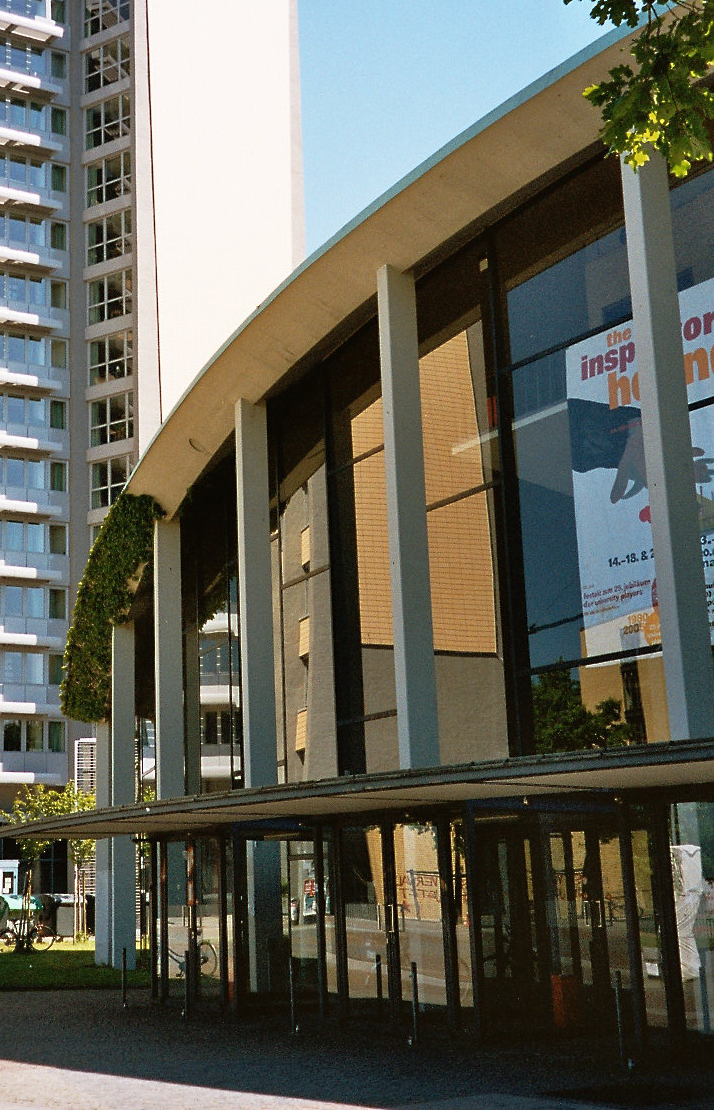
Gmach południowy uniwersytetu (fotografia z 2005)